# Crash Bandicoot 2: Cortex Strikes Back
Crash Bandicoot 2: Cortex Strikes Back is een computerspel ontwikkeld door Naughty Dog en uitgegeven door Sony Interactive voor de PlayStation. Het platformspel is uitgekomen in de VS op 31 oktober 1997 en in Europa op 5 december 1997.

## Verhaal
Het spel vindt plaats op een fictieve groep eilanden in de buurt van Australië en volgt de avonturen van Crash Bandicoot. Crash is ontvoerd door de slechterik Doctor Neo Cortex, die Crash laat geloven dat hij de wereld wil redden. Crash wordt uitgezonden naar delen van het eiland om de kristallen te vinden waarmee Cortex genoeg kracht zal krijgen om de aarde te kunnen beschermen. Coco Bandicoot, de zus van Crash, komt achter de werkelijke plannen van Cortex en probeert Crash te waarschuwen.

## Ontvangst
Cortex Strikes Back ontving positieve recensies. Het spel werd gezien als een waardige opvolger van het eerste spel. Men prees het grafische gedeelte, de gameplay, spelbesturing en de muziek. Kritiek was er op de experimentele gameplay, het gebrek aan variatie in de levels, en de relatief eenvoudige eindbaasgevechten.
Het spel is uiteindelijk ruim vier miljoen keer verkocht en werd een van de bestverkochte spellen voor de oorspronkelijke PlayStation. Een remaster is verwerkt in het verzamelspel Crash Bandicoot: N. Sane Trilogy uit 2017.
Op aggregatiewebsite GameRankings heeft het spel een verzamelde score van 89%.